# 1205 Ebella
Ebella (asteróide 1205) é um asteróide da cintura principal, a 1,8411765 UA. Possui uma excentricidade de 0,2741194 e um período orbital de 1 475,5 dias (4,04 anos).
Ebella tem uma velocidade orbital média de 18,70155107 km/s e uma inclinação de 8,87637º.
Esse asteróide foi descoberto em 6 de Outubro de 1931 por Karl Reinmuth.